# Воронін Леонід Якимович
Ворòнін Леонíд Якѝмович (29 червня 1917, с. Північний Рудник Донецької області — 24 травня 1990, Миколаїв) — відомий поет, пісняр.
Народився в родині шахтаря. Закінчив Харківський фінансово-економічний інститут в 1940 році.
Учасник Другої світової війни. Брав участь в обороні Сталінграда, воював на Південно-Західному, 3-му Українському фронтах. Нагороджений орденом Трудового Червоного Прапора, медалями «За оборону Сталінграда», «За перемогу над Німеччиною у Великій Вітчизняній війні 1941—1945 рр.» та ін.
Працював у фінансових установах м. Миколаєва.
В 1973 році прийнятий до Спілки письменників України.

## Творчість
Вірші російською Леонід Воронін почав писати ще в юності. Друкувався в дивізійній фронтовій газеті «Наступ» (рос.: «Наступление»).
Перша збірка віршів «Минуты жизни» вийшла в Одесі в 1964 році. Там же вийшли збірки поезій «Светлица» (1968), «Стрежень» (1971), «Излом дорог» (1973), «Звездная капель» (1974), «Колосья над жнивьем» (1977), «Продолжение» (1979), «Земное дыхание» (1982), «Возвращение к любви» (1986).
Кращі вірші поета увійшли до книги «Стихи», виданої в Києві у видавництві «Дніпро» в 1983 році.
Публікувався в обласній та всеукраїнській пресі. Твори Леоніда Вороніна увійшли до збірників «Корабельная сторона» (1971), «Рукопожатие через горизонт» (1979), «Родники» (1980), «Від заводського причалу» (1981), «Стапелі над Інгулом» (1983), «Крила нашої весни» (1985), «Русские советские поэты Украины» (1987), «Голоси гір та степів» (1987), «Вітер з лиману» (1988), «Мой город: Сорок стихотворений о Николаеве» (2013) та ін.
По смерті його вірші опубліковані в антологіях «Миколаївській оберіг» (2004, 2007), «Украина. Русская поэзия. ХХ век» (2007).
Окремі вірші Л. Вороніна покладені на музику. Б. Райков написав пісню на його вірш «Город корабелов» (кінофільм О. Умеренкова «Город корабелов», (1967).
Основні теми і мотиви творчості — війна, історична пам'ять, любов до людей, природи Причорномор'я. Особливу увагу приділив Миколаєву, який він називав «чайкою білою». Ліричні твори Л. Вороніна сповнені поваги та шани до корабелів, які «будують кораблі для всієї планети».
В останні роки життя поет працював над повістю, до якої увійшли автобіографічні матеріали. Твір так і залишився в рукописі.
Леонід Воронін брав активну участь у створенні Миколаївської обласної організації Спілки письменників України восени 1974 року (нині — НСПУ). Серед перших десяти її членів, крім нього, стали: Михайло Божаткін, Іван Григурко, Леонід Куліченко, Іван Луценко, Віктор Подольський, Борис Слободянюк, Валер'ян Юр'єв, Еміль Январьов, Борис Янчук.
Ветеран Літературного об'єднання «Стапель» при Чорноморському суднобудівному заводі.
Помер 24 травня 1990 року.